# Kounov, Rychnov nad Kněžnou
Kounov là một làng thuộc huyện Rychnov nad Kněžnou, vùng Královéhradecký, Cộng hòa Séc.